# 相場一宏
相場 一宏（あいば いっこう、1936年 - ）は、囲碁ライター、編集者。秋田市出身、駒澤大学仏教学科中退。
囲碁ライター協会名誉会長。全日本囲碁協会元・理事。囲碁史の研究も行い、2006年4月にスタートした「囲碁史会」の運営委員。天元戦・新人王戦の観戦記者をつとめた。
1981年から1985年まで出版社・四星社も経営し、『趙治勲のかならず勝つ』『囲碁名局年鑑』『囲碁新手年鑑』などを刊行した。四星社では囲碁の書籍以外に、『教科書の検定』羽仁説子, 星野安三郎（共編）も1982年に刊行した。

## 筆名について
『不思議な捕物帳！楽しみながら二目上がる』（囲碁1973年7月特大号・第2付録）は「早条逸光」名義の著書だが、相場の2000年の著書『奇妙な死活』の中で、同書からの引用が多数あり、また早条逸光が「そうじょういっこう」（＝相場一宏）と読めることもあり、相場のペンネームの可能性がある。
また、『上手の割り込み反対！六目以上の必勝法』（囲碁1974年7月特大号・第2付録）、『棋聖秀行の碁』（四星社）、『囲碁名局年鑑 82年版』（四星社）などについても、編集名義は類似した名前である「早条一光」となっている。

## 著作
- 新囲碁格言集 : アマチュア必勝　文研出版 1970 (文研リビングガイド)
- 日本囲碁大系 第10巻 丈和 解説・藤沢秀行 執筆・相場一宏 筑摩書房 1976
- 現代囲碁大系 林海峯 下　講談社、1980
  - 林海峯 講談社（現代囲碁名勝負シリーズ10）1987/5/1
- 現代囲碁大系 木谷實 上下　講談社　1981
- 棋聖 秀行の碁 全5巻 相場一宏 編 四星社 1982
- 囲碁の初歩から初段まで  金園社(Orange Books) 1986
- やさしい囲碁の手ほどき : 碁を始める人への入門書!! 金園社 1989
- NEW別冊囲碁クラブ NO.20 囲碁史談 運命の一手88選 日本棋院（編）、福井正明監修、相場一宏構成、鮎沢まことカット、日本棋院、1989
- 置碁-白の作戦 藤沢秀行解説,相場一宏 編 山海堂 1994 (囲碁有段シリーズ)
- 基本手筋事典 上下 藤沢秀行著,相場一宏 編 日本棋院 1995
- 天元への挑戦 山下敬吾, 相場一宏 著 河出書房新社 2000
- 奇妙な死活 相場一宏執筆、日本棋院(碁スーパーブックス) 2000
- 囲碁をはじめる : 一人でも二人でも楽しみ方自由自在! 相場一宏 著 金園社 2003
- 工藤紀夫 日本棋院囲碁文庫 打碁鑑賞シリーズ 3　相場一宏執筆  2003
- 置碁-白の作戦 藤沢秀行解説,相場一宏 編 山海堂 2004 (Man to man books. 囲碁有段シリーズ)
- 今日から囲碁をはじめる : ルールはかんたん! 金園社 2012
- 『囲碁・付録 名局細解 2012年3月号 Kindle版』（明治16年 村瀬秀甫八段 VS 水谷縫次六段  福井正明解説、相場一宏構成 2015/10/19

### 囲碁名局年鑑シリーズ
- 囲碁名局年鑑シリーズ 
  - 82年版～85年版 四星社　編集・発行
  - 1986版～2007版 平凡社　編集・記述
- 囲碁新手年鑑シリーズ 
  - 82年版～85年版 安倍吉輝著、四星社　発行のみ
- 囲碁新手・新型年鑑シリーズ
  - 86版～97版 安倍吉輝著　誠文堂新光社　編集・記述
- 新手・新型 歴代きわめつけ 安倍吉輝著　誠文堂新光社 2002年　編集・記述

## 注記
1. ↑  『今日から囲碁をはじめる ルールはかんたん!』著者紹介より
2. ↑  https://zengokyo.jp/wordpress/wp-content/uploads/pdf/nihonnogo_vol004.pdf
3. ↑  会員名簿 – 全日本囲碁協会
4. ↑  『囲碁名局年鑑82年版』（四星社）奥付の発行者名より